# 武汉工程大学
武汉工程大学（英語：Wuhan Institute of Technology），是位于中国湖北省武汉市的理工类高等院校，创建于1972年，原名“湖北化工石油学院”。现有新旧两个校区，共占地面积约2000余亩，流芳校区位于武汉市江夏流芳，武昌校区位于中国光谷腹地。

## 学校历史
学校的前身湖北化工石油学院创建于1972年6月，当初建校的目的是为了配合三线建设时期江汉油田的发现而对石油人才的迫切需求。1980年3月，学校更名为武汉化工学院，直属于当时的化工部，1998年7月，学校配合国家高校管理体制的调整划归由湖北省管理，成为省属高校。同年，学校通过教育部本科教学合格评价，并获得硕士学位授予权。2003年学校新校区流芳校区正式竣工，学校于2006年正式更名为武汉工程大学。2012年学校入选中西部高校基础能力建设工程。2013年学校被国务院学位委员会确定为博士学位授予单位。

## 学校排名
| 年份 | 校友会排名 | 软科排名 | USNews排名 | USNews世界排名 |
| ---- | ---------- | -------- | ---------- | -------------- |
| 2023 | 178        | 145      | 98         | 935            |
| 2022 | 165        | 156      | 91         | 902            |
| 2021 | 177        | 152      | 92         | 980            |
| 2020 | 192        | 151      | 122        | 1205           |
| 2019 | 331        | 126      | 不適用     | 不適用         |
| 2018 | 311        | 161      | 不適用     | 不適用         |

## 学校规模
据2016年数据，学校现有全日制在校生22193人，在职教职工1859人，其中专职教学科研人员1228人。学校有武昌和流芳两个校区，共占地约130.9万平方米；校舍面积96.6万平方米。学校设15个学院、1个部、1个研究设计院及1个独立学院，共有62个本科专业。

## 校园风光

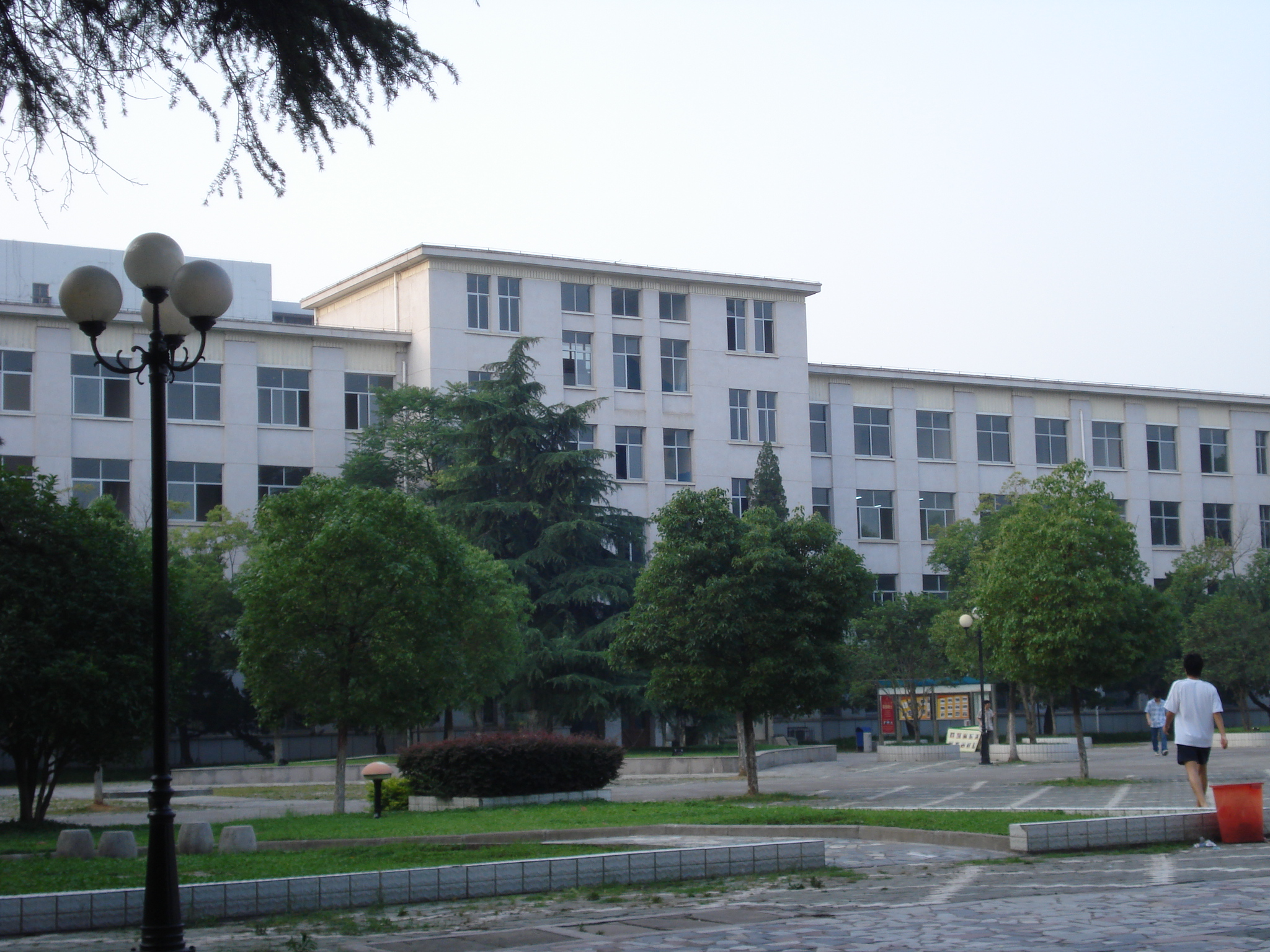
第一教学楼
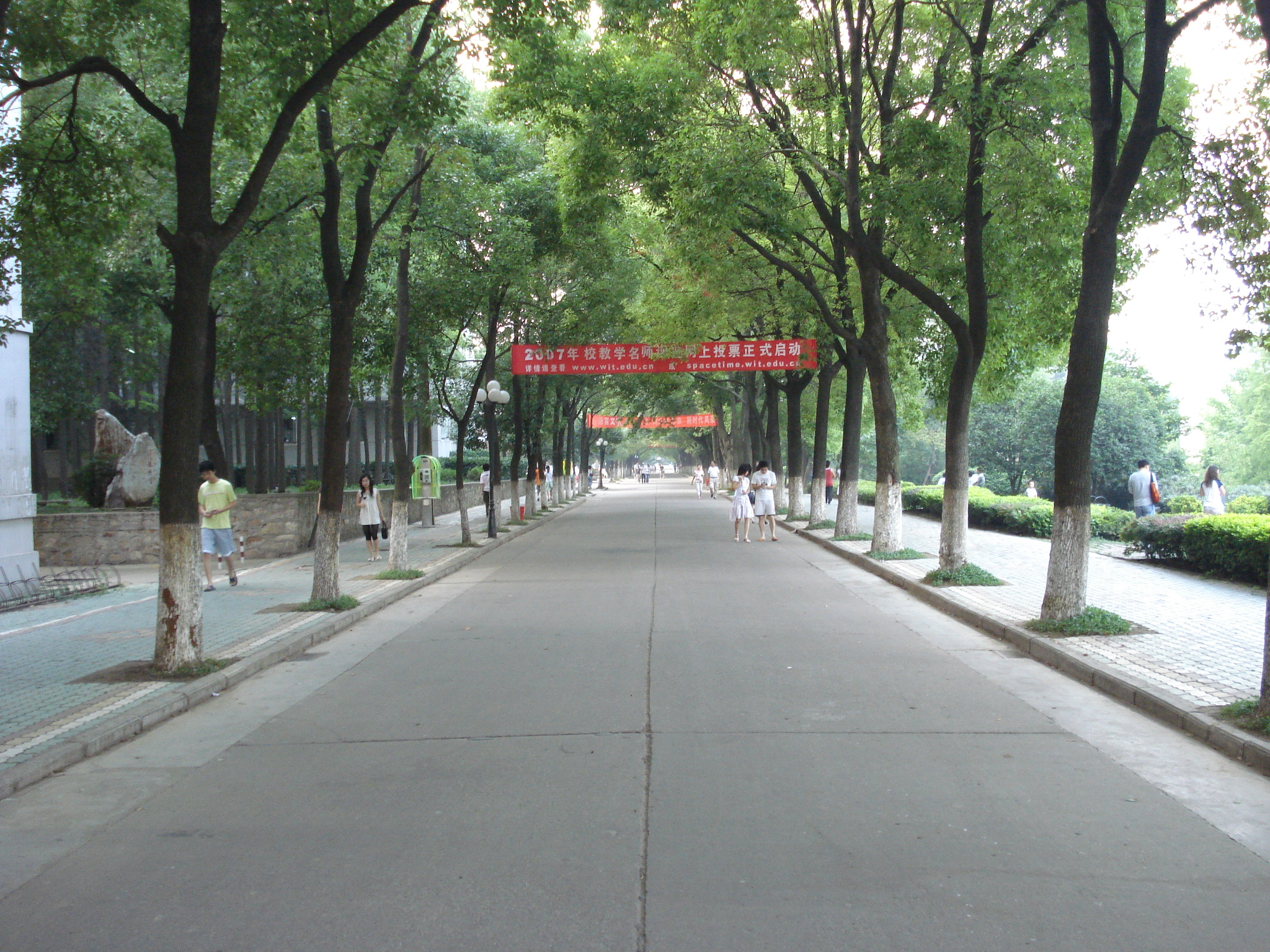
明德路
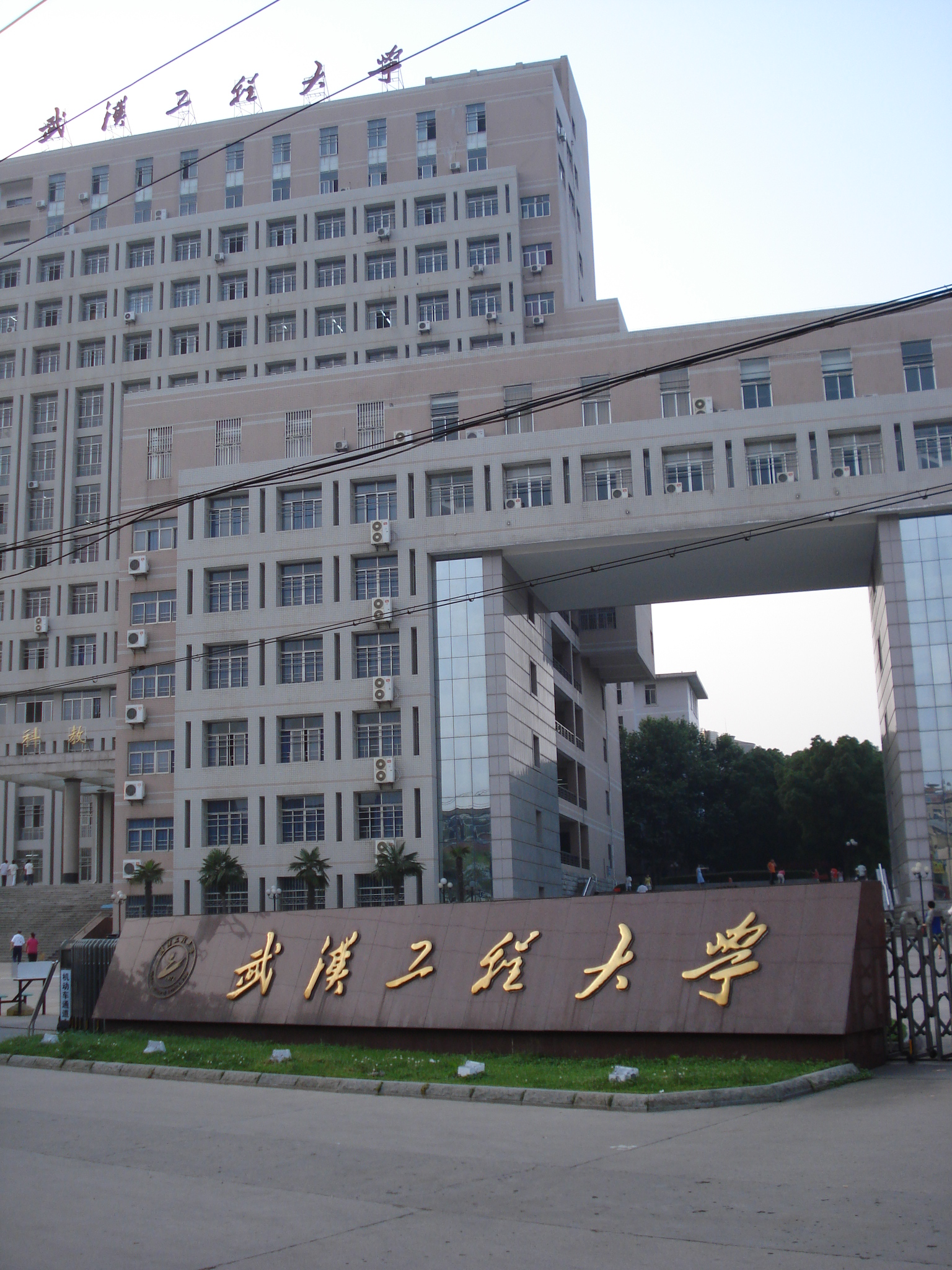
主校区正门
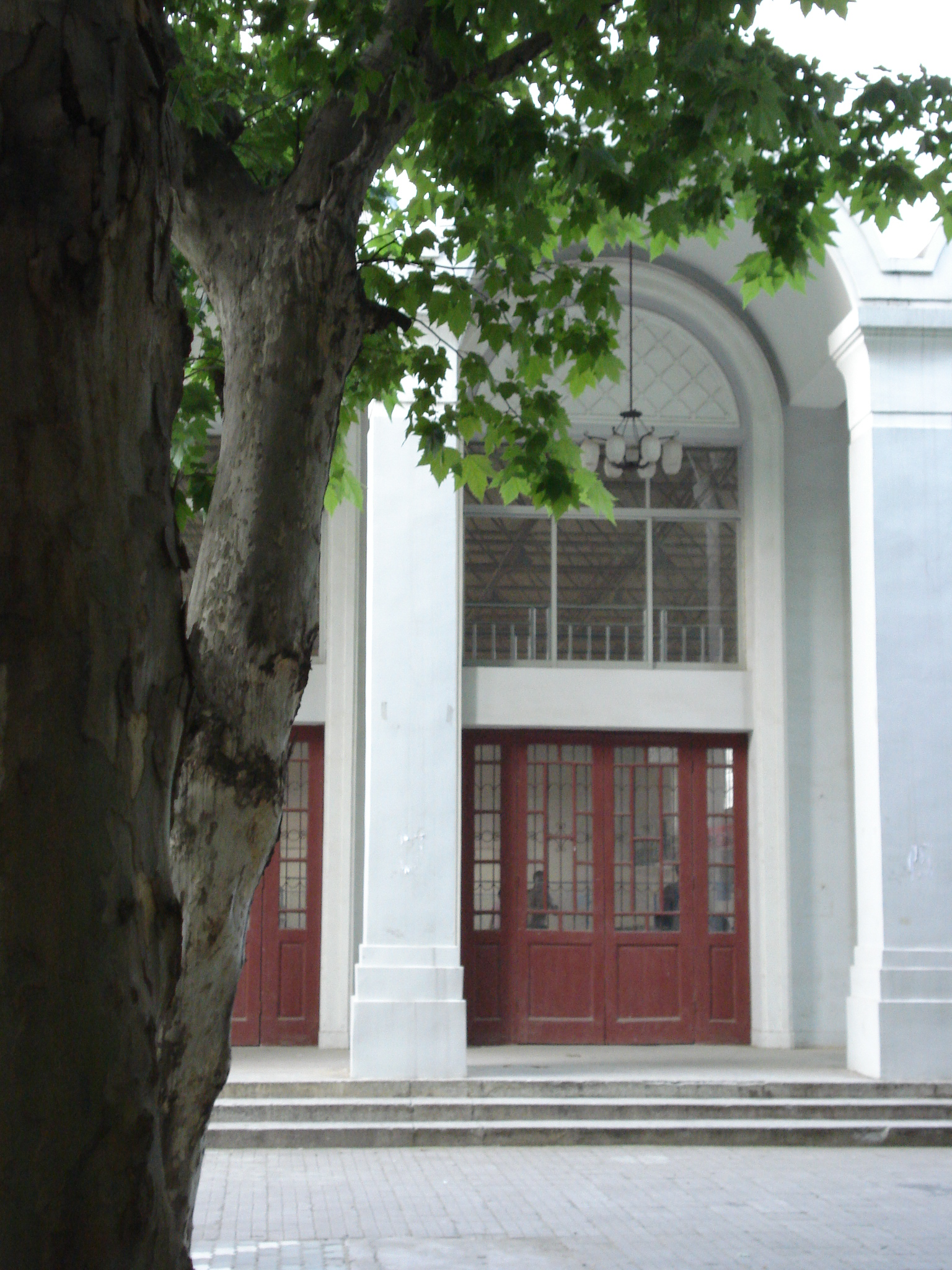
体育馆